# Draba radicans
Draba radicans är en korsblommig växtart som beskrevs av John Forbes Royle. Draba radicans ingår i släktet drabor, och familjen korsblommiga växter. Inga underarter finns listade i Catalogue of Life.